# 브룩 엘리엇
브룩 엘리엇(Brooke Elliott, 1974년 11월 16일 ~ )은 미국의 배우이다.
드라마 《체인지 디바》(2009-14) 주인공 역할로 알려져있다.

## 출연 작품
- 체인지 디바 (2009-14)
- 스위트 매그놀리아 (2020- 2025) - 데이나 수 설리번 역